# 托尔斯滕·阿姆夫特
托尔斯滕-阿姆夫特（Torsten Amft，1971年1月14日—），生於莱比锡，是一位著名的德国时装设计师。

## 生平
托尔斯滕-阿姆夫特出生於萊比錫並在當地渡過童年 1991年他前往柏林發展，他曾在瑞士蘇黎世學習設計，並到義大利羅馬追隨Ernesto Aligieri工作。另外他也曾經為赫繆特·牛頓、赫伯·瑞茨和凡賽斯擔任過男模。 托尔斯滕-阿姆夫特（Torsten Amft）赢得2000年纽约市的时尚奖Lexton。

## 事業
業務擴展他的高级时装品牌的手段（高級時裝），他的主打品精選针对富和服装工业在质量被称为标签托尔斯滕-阿姆夫特（Torsten Amft）。有阶层时装品牌阿姆夫特（AMFT）针对普通消费者。